# 1206
| 1206               |
| ------------------ |
| Dødsfald - Fødsler |
|                    |

| Gregoriansk kalender | 1206 MCCVI              |
| Ab urbe condita      | 1959                    |
| Armensk kalender     | 655 ԹՎ ՈԾԵ              |
| Kinesiske kalender   | 3902 – 3903 乙丑 – 丙寅 |
| Etiopisk kalender    | 1198 – 1199             |
| Jødisk kalender      | 4966 – 4967             |
| Hindukalendere       |                         |
| - Vikram Samvat      | 1261 – 1262             |
| - Shaka Samvat       | 1128 – 1129             |
| - Kali Yuga          | 4307 – 4308             |
| Iransk kalender      | 584 – 585               |
| Islamisk kalender    | 602 – 603               |

Konge i Danmark: Valdemar Sejr 1202-1241
Se også 1206 (tal)

## Bøger
- Den arabiske ingeniør al-Jazari beskriver en lang række mekaniske opfindelser i sin bog, som i 1970'erne bliver oversat til engelsk med titlen Book of Knowledge of Ingenious Mechanical Devices.